# باک سونگ دونگ
باک سونگ دونگ (انگلیسی: Baek Sung-dong؛ زادهٔ ۱۳ اوت ۱۹۹۱) بازیکن فوتبال اهل کره جنوبی است.
از باشگاه‌هایی که در آن بازی کرده‌است می‌توان به باشگاه فوتبال ساگان توسو و باشگاه فوتبال جوبیلو ایواتا اشاره کرد.
وی همچنین در تیم‌های ملی فوتبال South Korea national under-20 football team، زیر ۲۳ سال کره جنوبی، و کره جنوبی بازی کرده‌است.
وی در مسابقات کشوری و بین‌المللی در مجموع برندهٔ ۱ مدال برنز شده‌است.